# Capitão Gervásio Oliveira
Capitão Gervásio Oliveira là một đô thị thuộc bang Piauí, Brasil. Đô thị này có diện tích 1114,408 km², dân số năm 2007 là 3788 người, mật độ 3,4 người/km².